# Ставниченко Григорій Іларіонович
Григорій Іларіонович (Ларіонович) Ставниченко (26 лютого 1917, Покровка — 29 березня 1997, Миколаїв) — радянський військовик, у роки Другої світової війни — старшина кулеметної роти 3-го стрілецького батальйону 216-го гвардійського стрілецького полку 79-ї гвардійської стрілецької дивізії, гвардії старшина. Повний кавалер ордена Слави.

## Життєпис
Народився у селі Покровському, волосному центрі Ананьївського повіту Херсонської губернії (нині — село Веселинівського району Миколаївської області), в селянській родині. Українець. Після закінчення школи вступив до Миколаївського суднобудівного технікуму, який закінчив у 1937 році. Працював на посаді інженера Чорноморського суднобудівного заводу.
У лавах РСЧА з квітня 1944 року. Воював на 3-му Українському і 1-му Білоруському фронтах.
14 січня 1945 року, під час прориву оборони супротивника на західному березі річки Вісла в районі села Цицинівка (Польща), старшина кулеметної роти гвардії старшина Г. І. Ставниченко діяв сміло і рішуче, особистим прикладом надихаючи бійців роти. Він одним з перших увірвався до ворожої траншеї, вигідно встановив кулемет, влучним вогнем знищив 2 вогневі точки і 16 солдатів супротивника.
Беручи у часть у боях з 4 по 10 лютого 1945 року при форсуванні річки Одер і розширенні плацдарму на західному березі в районі м. Герітц (Німеччина), гвардії старшина Г. І. Ставниченко діяв сміло і рішуче, подаючи підлеглим зразки мужності і відваги. 6 лютого, відбиваючи потужну контратаку ворога, вогнем з ручного кулемета знищив 50 солдатів супротивника, придушив 2 вогневі точки. Наступного дня у бою за пануючу висоту одним з перших увірвався до ворожих траншей, де влучним вогнем зі своєї зброї знищив 20 і полонив 11 супротивників.
16 квітня 1945 року під час прориву оборони супротивника за 30 км на захід від м. Кюстрин (нині Костшин, Польща) гвардії старшина Г. І. Ставниченко, командуючи кулеметним розрахунком, знищив понад 15 ворожих піхотинців.
Демобілізований у листопаді 1946 року. Мешкав у Миколаєві, працював начальником планово-виробничого відділу обласного управління «Вторчормету». З 1952 року — лейтенант запасу.

## Нагороди
Нагороджений орденами Вітчизняної війни 1-го ступеня (11.03.1985), Слави 1-го (15.05.1946), 2-го (31.03.1945) та 3-го (12.02.1945) ступенів і медалями.